# Manuel Belleri
Manuel Belleri (* 29. August 1977 in Brescia, Italien) ist ein italienischer ehemaliger Fußballspieler.

## Spielerkarriere
Manuel Belleri startete seine Karriere als Fußballer 1993 mit 16 Jahren bei der AC Lumezzane, für das er bis zu seinem Wechsel zum FC Empoli 1999 in sechs Jahren über 100 Einsätze bestritt. Mit dem Zweitligist Empoli gelang Belleri in der Saison 2001/2002 der Aufstieg in die Serie A. Nach dem Abstieg 2004 verließ er den Club jedoch und unterschrieb bei Udinese Calcio. Dort blieb er allerdings nur ein Jahr und ging 2005 zu Lazio Rom.
Bei den Hauptstädtern wurde Belleri nur selten eingesetzt. Für die Saison 2007/08 war er an den Ligakonkurrenten Atalanta Bergamo ausgeliehen und von Januar bis Juni 2009 an den FC Bologna. Nach Auslaufen der Leihfrist erhielt er bei Lazio keinen neuen Vertrag mehr und war somit zwei Monate vereinslos. Am 31. August 2009 unterzeichnete er schließlich bei US Lecce. Im Sommer 2010 wechselte er zum Drittligisten SPAL Ferrara.

## Erfolge
- 2001/2002 – Aufstieg in die Serie A mit FC Empoli